# 7166 Kennedy
7166 Kennedy este un asteroid din centura principală de asteroizi.

## Descriere
7166 Kennedy este un asteroid din centura principală de asteroizi. A fost descoperit pe 15 octombrie 1985 la Stația Anderson Mesa de Edward L. G. Bowell. El prezintă o orbită caracterizată de o semiaxă mare de 2,43 ua, o excentricitate de 0,13 și o înclinație de 3,7° în raport cu ecliptica.